# Saleinagletscher
Der Saleinagletscher (französisch Glacier de Saleina) ist ein Talgletscher südwestlich von Orsières am Nordostabhang des Mont-Blanc-Massivs, im äussersten Südwesten des Kantons Wallis. 
Im Oktober 2010 wurde für den Gletscher eine Länge von 6,1 km ermittelt. Einschliesslich der Seitengletscher betrug die Fläche 1995 ungefähr 8,8 km².
Die Exposition des Nährgebiets ist Ost, die des Zehrgebiets ist Nordost.
Seinen Ursprung hat der Saleinagletscher am Osthang von Aiguille d’Argentière und Aiguille du Chardonnet, über welche die Landesgrenze zwischen der Schweiz und Frankreich verläuft, er reicht dort bis in eine Höhe von 3900 m ü. M. Der Gletscher fliesst nach Osten und nimmt dabei Firnfelder von den umgebenden Bergspitzen auf. Er wird im Norden von den Aiguilles Dorées (bis 3519 m ü. M.) und dem Portalet (3344 m ü. M.), im Süden von der Pointe du Grand Darray (3509 m ü. M.) flankiert. Die schmale Gletscherzunge endet an einem Steilhang, im Jahr 2007 auf einer Höhe von
1793 m ü. M.
Der Gletscher entwässert in die Reuse de Saleina, welche in die Dranse de Ferret mündet.
Am Hang südlich des Gletschers steht auf 2691 m ü. M. die Cabane de Saleina, eine Hütte des Schweizer Alpen-Clubs. Sie dient als Ausgangspunkt für Gipfel- und Gletschertouren im nordöstlichen Mont-Blanc-Massiv. Es gibt firnbedeckte, jedoch steile Passübergänge zu den angrenzenden Gletschern: Trientgletscher im Norden, Glacier du Tour im Westen und Glacier d’Argentière im Südwesten, letztere beide  liegen in Frankreich.